# روژه گارودی
روژه گارودی (به فرانسوی: Roger Garaudy) یا Ragaa Garaudy؛ ‏ (۱۷ ژوئیهٔ ۱۹۱۳ – ۱۳ ژوئن ۲۰۱۲) استاد دانشگاه، فیلسوف، از رزمندگان مقاومت فرانسه و نویسندهٔ سرشناس کمونیست (اما گرایش کمونیستی او محل سؤال است (فرانسوی بود. او بخاطر نوشته‌هایش و موضع‌گیری‌های سیاسی‌اش به عنوان یک منکر هولوکاست توجه عمومی را به خود جلب کرد. وی در سال ۱۹۸۲ به دین اسلام گروید.

## زندگی
در سال ۱۹۱۳ در شهر مارسی به دنیا آمد. پس‌از طی دوره دبیرستان، تحصیلات عالی خود را در رشتهٔ فلسفه تا اخذ درجهٔ اگرگاسیون ادامه داد. سپس عضو کمیته مرکزی حزب کمونیست فرانسه شد. در سال‌های ۱۹۴۵ و ۱۹۵۱ به عضویت مجلس مؤسسان، در ۱۹۵۶ به نمایندگی مجمع ملی فرانسه، و در ۱۹۵۹ به سناتوری مجلس سنای فرانسه انتخاب شد. در ۱۹۶۳ با نوشتن رساله‌ای با عنوان فرضیهٔ مادی‌گرایانهٔ شناخت (connaissance teorie materialiste la)، موفق شد درجهٔ دکتری در فلسفه را دریافت کند. در ۱۹۵۹ به دانشیاری دانشگاه کلرمون فران و در ۱۹۶۵ به استادی فلسفه در دانشگاه پوآتیه منصوب شد.
گارودی در طی جنگ جهانی دوم در شهر جلفهٔ الجزایر به عنوان اسیر جنگی ویشی فرانس زندانی بود؛ او عضو حزب کمونیست فرانسه بود و در کتاب الگویی برای سوسیالیسم در فرانسه که در سال ۱۹۶۸ منتشر کرد، سعی کرد مارکسیسم را با مسیحیت کاتولیک آشتی دهد. حتی در کتاب مارکسیسم در قرن بیستم کوشید نشان دهد که مارکسیسم می‌تواند ارزش‌های مذهبی را به خود جذب کند.
او در سال ۱۹۶۸ در پی انتقاد از اشغال چکسلواکی توسط شوروی از حزب کمونیست اخراج شد. با این حال او مرکزی را به نام «مرکز مطالعات مارکسیستی» تأسیس کرد و به مدت ۱۰ سال آن را اداره کرد.
عضویت وی در برنامهٔ گفتگوی مسیحیت – کمونیسم در دهه ۱۹۶۰ او را به مسائل دینی علاقه‌مند و به تدریج در دهه ۱۹۷۰ متمایل به مذهب کاتولیک کرد. بعدها با اسلام آشنا شد و در ۱۹۸۲ در ژنو تغییر دین خود به اسلام را اعلام کرد تا به گفتهٔ خودش «گمشدهٔ خود را در آن بیابد». او در کتاب خود با عنوان «اسلام دین آینده» که جایزهٔ ملک فیصل در سال ۱۹۸۵ را به خود اختصاص داد، گفته است که اسلام در پذیرش مردمی که به توحید ایمان دارند، بیشترین سعهٔ صدر را داشته است. وی معتقد است که حضور پیروان دین‌های مختلف در محل پیدایش اسلام یعنی خاورمیانه، بزرگ‌ترین دلیلی است که برای سعهٔ صدر اسلام در پذیرش فرهنگ‌ها و تمدن‌ها می‌توان عنوان کرد.
او می‌گوید: نکتهٔ شگفت‌انگیز این است که در سایهٔ تعالیم اسلامی، ملت‌های عرب امکان همزیستی میان تمدن‌های مختلف را فراهم کردند. به نوشته گارودی، مسلمانان در صدر اسلام توانستند تمدن‌ها و فرهنگ‌های بزرگی در آسیا، آفریقا و اروپا را به هم پیوند دهند و فرهنگ و تمدن خود را قوی و واکسینه کنند.
در کتاب هشدار به زندگانی اعلام می‌کند که غربیان مسیحی در حال کشتن فرزندان و نوادگان خود هستند، زیرا شیوهٔ رشد آنها به بن‌بست مرگ انجامیده است. در همین کتاب او به تحقیق دربارهٔ ادیان بزرگ، مانند زرتشتی‌گری، هندوگرایی، دین بودا و یهود می‌پردازد و سرانجام کمال مطلوب خود را در اسلام می‌یابد و سپس مسلمان می‌شود. او با مسلمان سنی شدن در ۱۹۸۲ نام «رجاء» را برگزید و آن دو دکترین را کنار گذاشت. روژه تا قبل از مرگ در اسپانیا زندگی می‌کرد. او با سلما تاجی فاروقی ازدواج کرد و پس از گرویدن به اسلام تبدیل به یکی از مفسران برجسته و پیشروی اسلامی و از مدافعین موضوع فلسطین شد.
گارودی در مه ۱۹۹۷ مأموریت یافت تا یک سری مقاله برای یک هفته‌نامهٔ عربی که توسط سرویس عربی بی‌بی‌سی در لندن منتشر می‌شد بنویسد. در ۱۹۹۸، یک دادگاه فرانسوی وی را به جرم انکار هولوکاست و افترای نژادی مجرم شناخت و بخاطر کتاب اسطوره‌های بنیان‌گذار سیاست اسرائیل (به فرانسوی: Mythes fondateurs de la politique israélienne) که در سال ۱۹۹۵ نوشته بود، ۱۲۰٬۰۰۰ فرانک فرانسه (۴۰٬۰۰۰ دلار آمریکا) جریمه کرد. این کتاب با پذیرفتن دیدگاه‌های منکر هولوکاست، رابرت فاریسون، فاش می‌کند که در طی هولوکاست یهودیان در اتاق‌های گاز کشته نشدند و به سرعت به عربی و فارسی ترجمه شد. برای پشتیبانی از گارودی وکیل سودان، Faruk M. Abu Eissa، یک تیم حقوقی پنج نفره را گرد آورد تا از گارودی در محاکمه‌اش در پاریس پشتیبانی کنند. دولت ایران مقداری از مبلغ جریمهٔ گارودی را پرداخت.
این محاکمه که منجر به محکومیت او به پرداخت غرامت شد، او را در کشورهای اسلامی معروف کرد. پس از آن او به چندین کشور مسلمان دعوت شد و بارها به خاورمیانه و از جمله به ایران سفر کرد.
تقریباً از سال ۱۹۹۸ به بعد، روژه گارودی که سانسور کتابش را غیرعادلانه، خلاف آزادی عقیده و بیان، و «توطئهٔ صهیونیستی» می‌دانست، از سوی دولت‌های مسلمان همچون جمهوری اسلامی ایران پشتیبانی شد که گاه با دعوت از وی، با کمک‌های مالی و پشتیبانی تبلیغی، سعی کردند از او به عنوان یک شخصیت ضدصهیونیسم بهره بگیرند. وی در این سال‌ها چندین بار به تهران، قم قاهره، بیروت، دمشق، امان، قطر و سرزمین‌های فلسطینی سفر کرد. در ایران، رئیس‌جمهوری وقت، محمد خاتمی نیز وی را به حضور پذیرفت. البته گارودی در دههٔ هشتاد میلادی (۱۳۶۴) هم به مناسبت دههٔ فجر به تهران رفته، و در بحث‌هایی با عبدالکریم سروش و نصرالله پورجوادی شرکت کرده بود.
او در سال ۱۳۶۵ نیز گفتگویی با علامه محمدتقی جعفری کرده بود و از جمله از این علامهٔ مسلمان پرسیده بود: «آیا اسلام در نصف قرار دادن ارث زن با مرد‚ در حق زن کوتاه نیامده است؟» و محمد تقی جعفری در جواب توضیح داده بود: «بدان جهت که عمده گردونه اقتصاد با نیروی عضلانی و فکری مردها به حرکت در می‌آید و در این مسیر همواره مردها هستند که تحت فشار عوامل خردکننده اقتصاد‚ انرژی‌های فکری و عضوی خود را مستهلک می‌نمایند و از طرفی دیگر مخارج عالیه به‌طور اکثریت به عهده مردهاست، لذا سهمیه ارث مرد در چند مورد (نه در همه موارد) از زن بیشتر است. از طرفی دیگر زن به جهت عوامل جنسی خود و هم‌چنین دوران قاعدگی و بارداری نمی‌تواند در تولید و دیگر جریانات اقتصادی شرکت کند، مخصوصاً از جهت ضرورت تربیت عاطفی و احساساتی کودکان و نوجوانان، مجبور است مخارج او از ناحیه مرد تأمین شود که در اصطلاح فقه اسلامی آن را نفقه می‌گویند.»
همچنین در سال ۱۳۷۷ در سفری به قم در مدرسهٔ فیضیه و در جمع طلاب و فضلایحوزهٔ علمیهٔ قم به ارائهٔ سخنرانی پرداخت و از جمله با مصباح یزدی دیدار داشت و به این مناسبت گفته بود: «اسلام جهانی‌ترین دین است. من که مسیحی و مارکسیست بودم، به این خاطر مسلمان شدم که دین اسلام را جهانی و فراگیر یافتم».
در ژانویهٔ ۱۹۹۹ روشنفکران اردنی گارودی را «مهم‌ترین شخصیت فرهنگی سراسر جهان در قرن بیستم» نامیدند. عبدالحلیم خدام معاون پیشین رئیس‌جمهوری سوریه گارودی را «بزرگ‌ترین فیلسوف معاصر در جهان غرب» خواند. معمر قذافی رهبر لیبی مقام او را تا حد «بزرگ‌ترین فیلسوف اروپا از زمان افلاطون و ارسطو» بالا برد. او در سال ۲۰۰۲ برندهجایزهٔ بین‌المللی حقوق بشر القذافی شد.

## درگذشت
روژه گارودی در ۱۳ ژوئن ۲۰۱۲، در سن ۹۸ سالگی در پاریس درگذشت.

## آثار
گارودی بیش از ۲۰ کتاب نوشته است، از جمله:
- Do we need God? (Avons-nous besoin de Dieu?)
- God is dead (Dieu est mort)
- The grandeur and decadences of Islam
- Islam and integrism
- Call to the living
- Who do you say that I am?
- Towards a war of religion
- Founding Myths of Modern Israel (also translated as Founding myths of the Israeli policy and Mythical foundations of Israeli policy)
- Western Terrorism (Le Terrorisme Occidental)

### ترجمه شده به فارسی
- در شناخت اندیشه هگل. ترجمهٔ باقر پرهام. تهران: آگاه. ۱۳۶۲.
- سرگذشت قرن بیستم: وصیت‌نامه فلسفی روژه گارودی. ترجمهٔ افضل وثوقی. تهران: سروش. ۱۳۷۵.
- تاریخ یک ارتداد: اسطوره‌های بنیانگذار سیاست اسرائیل. ترجمهٔ مجید شریف. تهران: خدمات فرهنگی رسا. ۱۳۷۵. ترجمهٔ دیگر این کتاب: اسطوره‌های بنیانگذار سیاست اسرائیل: تحلیلی بر هولوکاست. ترجمهٔ حمیدرضا آژیر، حمیدرضا شیخی. مشهد: گوهرشاد. ۱۳۸۵.